# Veronica arguta
Veronica arguta är en grobladsväxtart som beskrevs av Robert Brown. Veronica arguta ingår i släktet veronikor, och familjen grobladsväxter. Inga underarter finns listade i Catalogue of Life.